# Voßhagen (Bad Salzuflen)

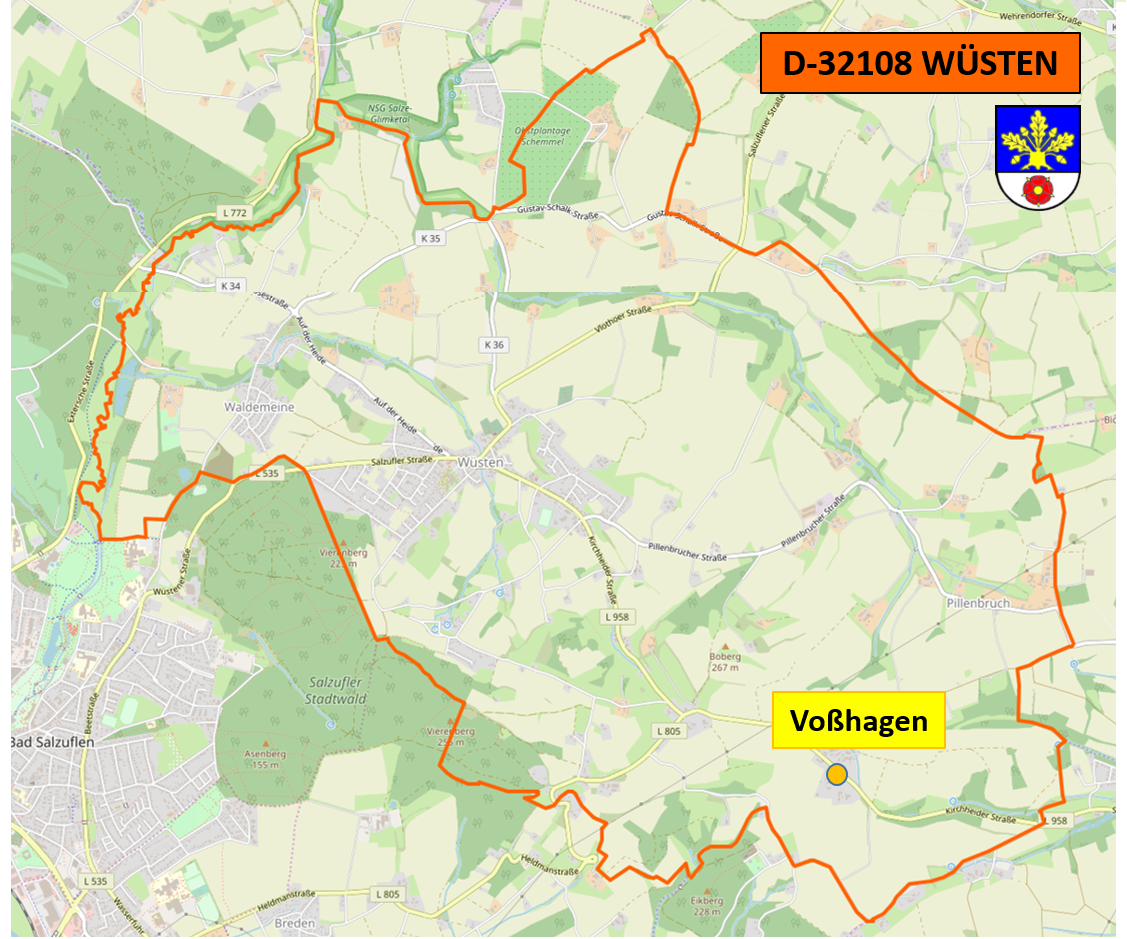
Lage Voßhagens in Wüsten

Voßhagen ist ein zum Stadtteil Wüsten gehörender Weiler in der lippischen Stadt Bad Salzuflen im Nordosten Nordrhein-Westfalens.

## Geographie

### Lage
Voßhagen liegt rund zwei Kilometer südwestlich der Wüstener Ortsmitte, nördlich und südlich der Landesstraße 958, die hier als Kirchheider Straße bezeichnet ist, zwischen Hollenstein im Westen, Bergkirchen im Süden und dem zu Lemgo gehörenden Kirchheide im Osten.

### Gewässer
Nordwestlich der Höfe entspringt der Istorfer Bach, der hier drei kleine Weiher speist und nach rund drei Kilometern in die Ilse mündet.

### Schutzgebiet / Naturdenkmal
In Voßhagen sind das Landschaftsschutzgebiet „Voßhagener Bach“ sowie das Naturdenkmal „2 Steinbrüche südlich der Kircheider Str. (L 958)“ ausgewiesen.

## Geschichte
Im 14. Jahrhundert war Voßhagen ein geteiltes Dorf, die Höfe zahlten ihre Zehnten an den Drosten zu Varenholz und den Taller Pastor bzw. über das Kirchspiel in Schötmar an das Stift Herford. Anfang des 15. Jahrhunderts kam der Varenholzer Teil in den Besitz der Herren von Exterde.
Der zum Stift Herford gehörende Teil Voßhagens kam später zur Bauernschaft bzw. Gemeinde Oberwüsten, das am 1. April 1939 mit der Gemeinde Unterwüsten zur Gemeinde Wüsten zusammengeschlossen wurde.
Erst im Rahmen der nordrhein-westfälischen Gebietsreform wurde ganz Voßhagen, auch der Teil, der bis dahin zu Welstorf gehörte, mit Bad Salzuflen, der Stadt Schötmar, Wüsten und acht weiteren Gemeinden zum 1. Januar 1969 im Zuge der Umsetzung des „Gesetzes zur Neugliederung des Landkreises Lemgo“ zur neuen Stadt Bad Salzuflen zusammengeschlossen.
Im Zuge der Umsetzung des Bielefeld-Gesetzes wurden die Kreise Lemgo und Detmold zum 1. Januar 1973 zum neuen Kreis Lippe zusammengelegt, zu dem Bad Salzuflen mit Voßhagen seitdem gehört.

### Einwohnerentwicklung
| Jahr          | 1880 | 1895 | 1911  |
| ------------- | ---- | ---- | ----- |
| Wohnhäuser    | 13   | 6    | 6     |
| Haushaltungen | 16   | 9    | 10    |
| Einwohner     | 89   | 43   | 30 40 |

### Name
Historische Namensbezeichnungen sind Vosseshagen (nach 1241, 1353, 1412, 1496), Voshagin (1411), Voshaigen (1497), Voeshaigen (1535), Voshagen (1545), Voishagen (1590), Voßhagenn (1615), Voißhagen (1618) sowie Voshagen (1758, 1806). Der Name bedeutet „Fuchshagen“ bzw. „Fuchshecke“.

## Wirtschaft und Infrastruktur

### Windpark Pillenbruch

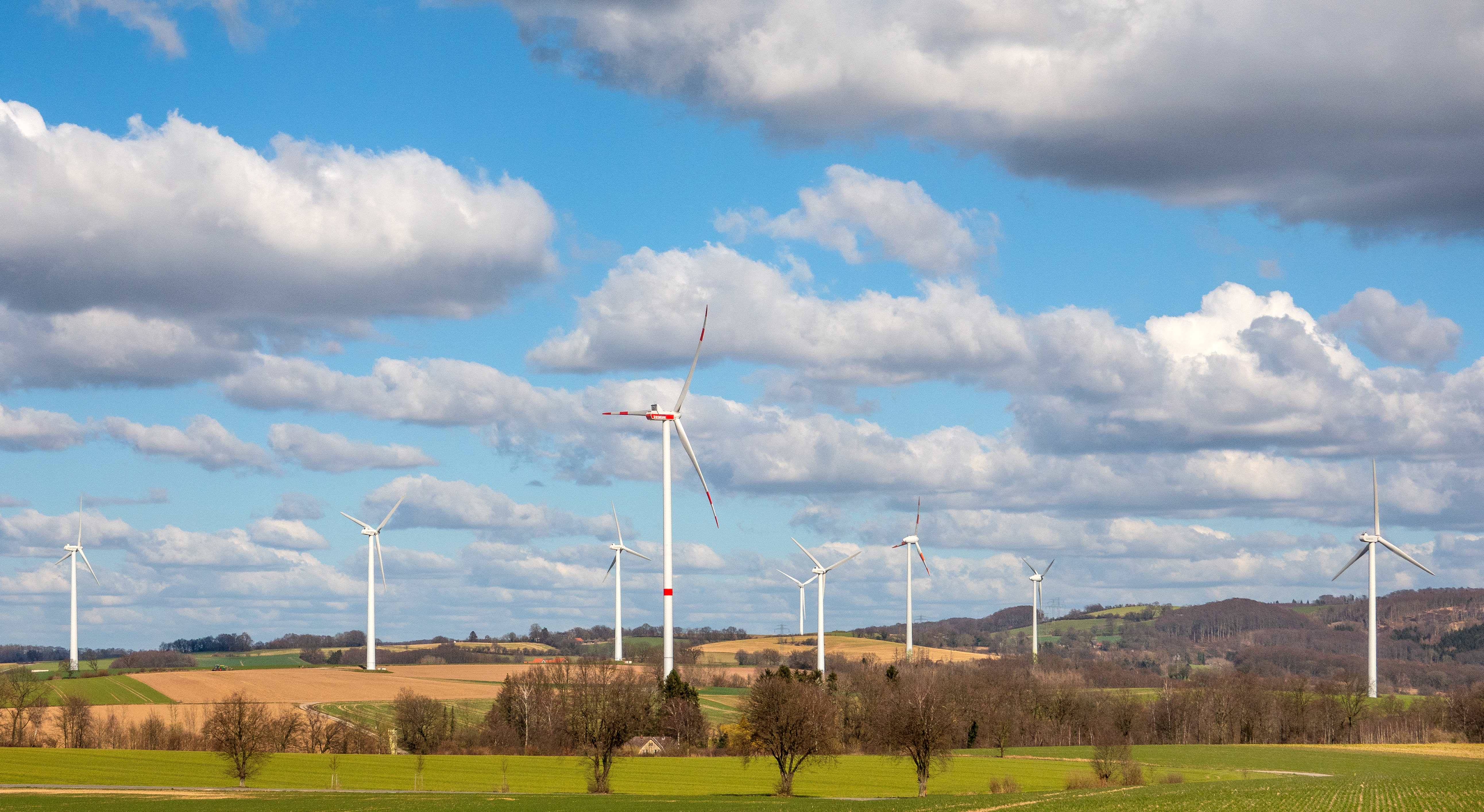
Windpark Pillenbruch

Nördlich von Voßhagen befindet sich der 2001/2002 errichtete Windpark Pillenbruch. Die Energiequelle GmbH betreibt hier elf Windkraftanlagen – acht NEG Micon NM60/1000 / zwei Enercon E-58 / eine Nordex N80/2500, die Windenergie in elektrische Energie (12,5 MW) umwandeln. Die jeweils rund zwei Millionen Mark teuren Anlagen wurden mittels Spezialtransportern aus Dänemark angeliefert.
Im Dezember 2020 wurde eine weitere Windkraftanlage des Typs "Vestas V-112" mit einer Nabenhöhe von 119 Meter und einer Leistung von 3,45 MW errichtet.

## Kultur und Sehenswürdigkeiten

### Gebäude
- Kirchheider Straße Nr. 82: ehemals „Oberwüsten 18“ und „Voßhagen 1“, bereits 1535 im Landesschatzregister genannt
  - die Inschrift am Bauernhaus lautete 0IM JAHR 1884 HAT A RASCHE DIESES HAUS ERNEUERN LASSEN. M(ei)ST(e)R A STELBRINK  M(ei)ST(e)R JUNGEBLUT
  - an der Scheune ist auf dem ehemals zur Leibzucht gehörenden Torbogen 0ANNO 1756 DEN 2 JULIUS HAT HERMAN HENRICH VODT UND TRIN LISABET SCHEIPERS (...) WO DER HERR NICHT DAS HAUS BAUE SO ARBEITEN UMSONST DIE DARAN BAUEN. WO DER HER NICH DIE STADT BEHUTET SO WACHET DER WACHTER UMSONST  M(eister) HERMON HENRI DEPPE0 zu lesen
- Kirchheider Straße Nr. 84: „Drakenhof“, ehemals „Oberwüsten 2“, ab 1939 „Wüsten 201“, und später „Voßhagen 2“, Geburtshaus des Vaters des Regierungspräsidenten Heinrich Drake
  - die Torbogeninschrift lautet 0ANNO 1820 DEN 18 IULIUS HAT JOHAN CHRISTOPHEL DRACKE UND ANNA SOPHIA PECCERS AUS DER OBERWÜSTEN DER HER KRONE DIESES HAUS MIT SEGEN UND ALLE DIE DA GEHEN EIN UND AUS WER GOTT VERTRAUT HAT WOHL GEBAUT IM HIMMEL UND AUF ERDEN  M(eister) JOHAN BARTOL GRABE
  - über einem Türbogen im Inneren des Hauses ist 0SOLI DEO GLORIA0 (= Allein Gott in der Höhe sei Ehr) zu lesen
  - über dem Tor des Kötterhauses lautet die Inschrift 01834 HABEN JOHAN CHRISTOPHEL DRACKE UND ANNA MARIA SOPHIA PEGGERS A D OBERWÜSTE DIES HAUS LASSEN BAUEN D M J H BERND DEPPE WER GOTT VERTRAUTHAT WOHL GEBAUET IN HIMMEL UND AUF ERDEN[13][14]
- Kirchheider Straße Nr. 86: ehemals „Oberwüsten 3“ und „Voßhagen 3“
  - die in Sandstein gehauene Inschrift über dem Deeleneingang lautet 0ANNO 1862 DEN 23 TEN JULI HABEN JOH. FR. ANTON MÖLLER UND SEINE EHEFRAU WILHELM. AUG. AMAL. MÖLLER GEB. FÜHRING AUS MATORF DURCH GOTTES GNADE DIESES HAUS LASSEN BAUEN[14]
  - die Inschrift des Schuppens ist heute in der Scheune eingebaut und lautet: 0ANN= 1654 DEN 01 JUNIUS HAT HANS MÖLLER UND CATRINA VOSHAGE DUTH HAUS L (ASSEN) BUWEN. WOL GOT VORTRUWET HAT WOL GEBUWET IM HIMMEL UND AUCH AUF ERDEN

„Gerichtliche Sachen  –  Schötmar. In Vormundschaftssachen der hinterbliebenen Kinder der verstorbenen Eheleute, Hans Möller, auf dem leibfreyen Halbmeyer-Hofe Hans Möller Nr. 3. der Bauerschaft Oberwüste, ist die Verpachtung dieses Hofes durchs Meistgebot auf 6, oder auch dem Befinden nach 12 Jahre von Petri 1795 an gerechnet, beschaffen worden; Es werden also alle, welche Lust haben, den Halbmeyer-Hof, Hans Möller, zu pachten, eingeladen, sich am 10ten Januar d. J. des Morgens um 9 Uhr vor hiesigem Amt einzufinden, und ihre Gebote zu eröfnen, da dann der Bestbietende, dem Befinden nach, den Zuschlag zu gewärtigen hat. Die dieser Verpachtung zum Grunde dienende Pachtbedingungen, werden im Termine vorgelegt, können auch vorher bey hiesigem Amte eingesehe n werden. Schötmar den 30ten Dec. 1794.  –  Fürstl. Lippisches Amt hieselbst.“

## Persönlichkeiten
- August Brinkmeier (* 1929 in Voßhagen; † 2009), von 1959 bis 1969 Gemeindedirektor in Wüsten[16]